# A Century of Roundels

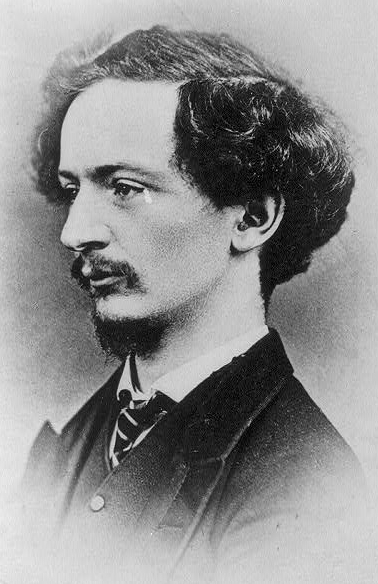
Algernon Charles Swinburne w 1901

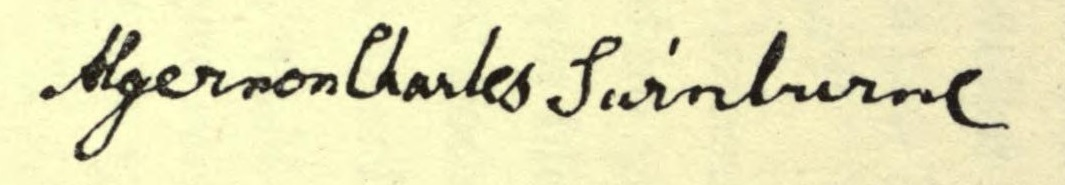
Podpis Algernona Charlesa Swinburne’a

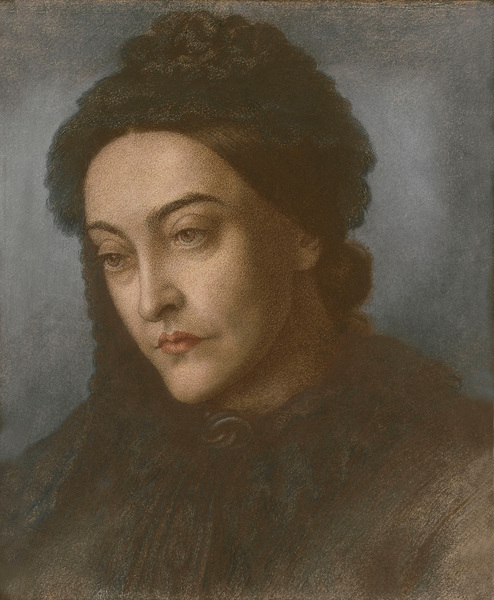
Dante Gabriel Rossetti, Portret siostry, Christiny Rossetti

A Century of Roundels – cykl wierszy angielskiego poety i dramaturga Algernona Charlesa Swinburne’a, opublikowany w 1883. Składające się na niego utwory są zasadniczo jednolite pod względem gatunkowym i wersyfikacyjnym, ponieważ realizują model roundelu, czyli wymyślonego przez Swinburne’a układu stroficznego, będącego złożeniem ronda i rondelu.

## Treść
Wiele z liryków z cyklu A Century of Roundels ma walor elegijny, czego wyrazem jest na przykład następująca linijka A time is for mourning, a season for grief to sigh. Najsilniej przejawia się on w siedmioczęściowym cyklu A Dead Friend. Trzy utwory z cyklu Swinburne poświęcił niemieckiemu kompozytorowi Richardowi Wagnerowi. Są to liryki The Death  of  Richard  Wagner, Lohengrin i Tristan and Isolde. Jeden z utworów ma charakter autotematyczny i dotyczy pisania roundelów.

A roundel is wrought as a ring or a starbright sphere,
With craft of delight and with cunning of sound unsought,
That the heart of the hearer may smile if to pleasure his ear
A roundel is wrought.
Its jewel of music is carven of all or of aught—
Love, laughter, or mourning—remembrance of rapture or fear—
That fancy may fashion to hang in the ear of thought.
As a bird's quick song runs round, and the hearts in us hear
Pause answer to pause, and again the same strain caught,
So moves the device whence, round as a pearl or tear,
A roundel is wrought.

## Forma
Roundele Swinburne’a mają po jedenaście wersów i składają się z trzech strof, opartych na dwóch rymach i refrenowym powtarzaniu pierwszych słów utworu. Roundele rymują się według wzoru abaB bab abaB. Cykl rozpoczyna się utworem dedykowanym poetce Christinie Rossetti:

Songs light as these may sound, though deep and strong
The heart spake through them, scarce should hope to please
Ears tuned to strains of loftier thoughts than throng
Songs light as these.
Yet grace may set their sometime doubt at ease,
Nor need their too rash reverence fear to wrong
The shrine it serves at and the hope it sees.
For childlike loves and laughters thence prolong
Notes that bid enter, fearless as the breeze,
Even to the shrine of holiest-hearted song,
Songs light as these.

Jakkolwiek wszystkie utwory w cyklu są roundelami, różnią się do siebie rodzajem wykorzystywanego wiersza. Poeta stosuje zarówno wersy bardzo krótkie, jak i niezwykle długie. W roundelach Swinburne często posługuje się charakterystyczną dla jego stylu aliteracją: The fountain forces, whence like steeds that start; Was life so strange, so sad the sky,/So strait the wide world's range,/He would not stay to wonder why/Was life so strange?; Dawn's cloudlets close,/Earth's brightest-bred/Rose!.

## Krytyka
Cykl Swinburne’a został zrecenzowany w czasopiśmie The Spectator. Krytyk, podkreślając wersyfikacyjne mistrzostwo poety, ale zarazem zarzucając mu monotematyczność, napisał między innymi: Here man is evidently master of what he deals with. He sports with language, twists it and turns it at his pleasure, and so stirs no deeper feeling than the satisfaction with which we regard the skilful exercise of art. Hence there naturally follows a very narrow limitation of the themes with which such poems can properly deal.

## Przekłady
Na język polski przełożone zostały tylko nieliczne roundele Algernona Charlesa Swinburne’a. Pod względem wersyfikacyjnym i instrumentacyjnym angielskiemu oryginałowi dorównuje Wędrowny wiatru wiew przełożony przez Jerzego Pietrkiewicza, zamieszczony w jego autorskiej Antologii liryki angielskiej 1300–1950. Z roundelami próbował się zmierzyć także Wiktor J. Darasz.